# Grohotno, Smolean
Grohotno (în bulgară Грохотно) este un sat în comuna Devin, regiunea Smolean,  Bulgaria. 

## Demografie
Componența etnică a satului Grohotno
     Turci (62,64%)
     Nicio identificare (36,39%)
     Altele (0,96%)
La recensământul din 2011, populația satului Grohotno era de 937 locuitori. Din punct de vedere etnic, majoritatea locuitorilor (62,64%) erau turci. Pentru 36,39% din locuitori nu este cunoscută apartenența etnică.